# Shanxi
Shanxi (fil), även känt som Shansi, är en provins i norra Kina. Provinshuvudstad är Taiyuan. Provinsens namn betyder "väster om bergen", vilket syftar på bergskedjan Taihang.

## Geografi
Shanxi är ett platåland, som bildar övergång mellan den nordkinesiska lågslätten och den torra mongoliska högslätten. Gränsen i öster mot låglandet utgörs av högplatåns förkastningsbranten Taihangshan (över 2000m). I väster och söder bildar Gula floden gräns, längs vilken flod provinsens största slätt sträcker sig. Diagonalt genom Shanxi flyter Fenfloden, vars dalgång är centrum för jordbruket. Av betydelse är också Datong-slätten. I Shanxis norra del sträcker sig en betydande bergskedja med det heliga berget Wutaishan (3040 m). Kinesiska muren löper genom norra delen av Shanxi.
Bergen är överallt avrundade men har branta sluttningar och trånga dalar. Hela landet är täckt av ett tjockt lager lössjord, som är en utomordentligt bördig åkerjord. I det torra kontinentala klimatet måste jordbruket på många ställen baseras på växtslag, som inte kräver konstbevattning. Hirs och durra utgör en stor del av skörden. Shanxi är rikt på kol – mer än hälften av Kinas totalförråd – och provinsen var förr bekant för sin järnindustri.

## Näringsliv
Shanxi är starkt beroende av sin gruvindustri och provinsens rika kolreserver gör att Shanxi är en viktig energikälla för hela Kina och här finns den största koncentrationen av kolbrytningsföretag i landet. Detta har lockat investeringar i järnvägsföretag, kraftverk, kolbrytning och kemisk industri. Shanxi har också rika tillgångar på magnesium, bauxit och eldfasta lerarter.
Shanxi är antagligen Kinas mest förorenade provinser som är extremt dålig på att utnyttja energin effektiv och där ett stort antal gruvolyckor inträffar varje år.

## Historia
I de östra delarna av provinsen ligger delar av Taihangbergen och provinsens namn betyder "väster om bergen". På grund av provinsens isolerade geografiska läge har många olika furstendömen uppstod i regionen under Kinas olika perioder av splittring. Under Vår- och höstperioden låg staten Jin där provinsen nu ligger. 
Shanxi var länge en av Kinas rikaste provinser på grund av karavanhandeln mellan Qingimperiet och Ryska imperiet, som öppnats enligt Fördraget i Kjachta, gick genom provinsen. Detta gav bland annat upphov till att en blomstrande bankindustri uppstod i provinsen som blev känd för sina banker (kinesiska: 錢莊?, pinyin: qiánzhuāng). Detta gjorde att provinsen inte behövde vara självförsörjande med livsmedel utan kunde försörja sig genom andra näringar.
Shanxis gynnsamma position förändrades drastiskt efter Opiumkrigen i mitten på 1800-talet, då handelsvägarna flyttades till de nyöppnade fördragshamnarna i södra och östra Kina. Detta innebar att provinsen gradvis utarmades och de nya handelsmönstren gjorde att svåra försörjningsproblem uppstod i kölvattnet på de många konflikter som härjade i Kina under 1800-talet. Bland annat drabbade den nordkinesiska hungersnöden 1876-1879 drabbade provinsen särskilt hårt. Denna utveckling innebar att provinsen successivt blev en av Kinas fattiga provinser.
I samband med att Qingdynastin föll i Xinhairevolutionen 1911 delades den reella politiska makten i Kina upp mellan olika krigsherrar och i Shanxi-provinsen framträdde Yan Xishan som den viktigaste. Till skillnad från andra krigsherrar var Yan måttligt intresserad av en nationell politisk karriär utan koncentrerade sig på hemprovinsen istället, vilket innebar att han fick stor inverkan på provinsens ekonomiska utveckling från 1920- till 1940-talet.

## Administrativ indelning
Administrativt är provinsen är indelad i elva städer på prefekturnivå:
| Karta | Nr       | Namn   | Kinesiska    | Hanyu Pinyin | Centralort |
| ----- | -------- | ------ | ------------ | ------------ | ---------- |
|       |          |        |              |              |            |
| 1     | Taiyuan  | 太原市 | Tàiyuán shì  | Xinghualing  |            |
| 2     | Changzhi | 长治市 | Chángzhì shì | Chengqu      |            |
| 3     | Datong   | 大同市 | Dàtóng shì   | Chengqu      |            |
| 4     | Jincheng | 晋城市 | Jìnchéng shì | Chengqu      |            |
| 5     | Jinzhong | 晋中市 | Jìnzhōng shì | Yuci         |            |
| 6     | Linfen   | 临汾市 | Línfén shì   | Yaodu        |            |
| 7     | Lüliang  | 吕梁市 | Lǚliáng shì  | Lishi        |            |
| 8     | Shuozhou | 朔州市 | Shuòzhōu shì | Shuocheng    |            |
| 9     | Xinzhou  | 忻州市 | Xīnzhōu shì  | Xinfu        |            |
| 10    | Yangquan | 阳泉市 | Yángquán shì | Chengqu      |            |
| 11    | Yuncheng | 运城市 | Yùnchéng shì | Yanhu        |            |

## Politik
Den politiska makten i Shanxi utövas officiellt av provinsens folkregering, som leds av den regionala folkkongressen och guvernören i provinsen. Dessutom finns det en regional politiskt rådgivande konferens, som motsvarar Kinesiska folkets politiskt rådgivande konferens och främst har ceremoniella funktioner. Provinsens guvernör sedan december 2022 är Jin Xiangjun.
I praktiken utövar dock den regionala avdelningen av Kinas kommunistiska parti den avgörande makten i Shanxi och partisekreteraren i regionen har högre rang i partihierarkin än guvernören. Sedan oktober 2023 är Tang Dengjie partisekreterare.